# Stenocalodia trispinata
Stenocalodia trispinata är en insektsart som beskrevs av Nielson 1992. Stenocalodia trispinata ingår i släktet Stenocalodia och familjen dvärgstritar. Inga underarter finns listade i Catalogue of Life.